# 男孩別哭
《男孩别哭》（英語：Boys Don't Cry）是1999年上映的美国传记片，由金伯莉·皮尔斯执导，皮尔斯和安迪·比嫩担任编剧。影片根据美国跨性别男性布兰登·蒂纳（希拉里·斯旺克饰）的真实故事改编。他努力在内布拉斯加州找寻自我与爱情，却成为兩名男性熟人犯下的野蛮仇恨罪行的受害者。另一位主演科洛·塞维尼饰演布兰登的女友拉娜·蒂斯德尔。
皮尔斯在就读大学期间了解到这个案例后，历时近五年对其进行大量研究，并将剧本编写完成。电影主要聚焦布兰登与拉娜之间的关系。剧本中的对话直接取材于1998年上映的纪录片《布兰登·蒂纳的故事》的档案片段。该片的选角时间长达三年，在此期间有很多演员参加主演选角，最終导演选择了与蒂纳性格相近的斯旺克。此片的大部分角色都是以现实生活的人物为原型，其他角色则是融合現實人物而成。
1998年10月至11月，劇組在德克薩斯州的達拉斯地區取景拍攝。起初，製作人們想在真實事件的發生地——內布拉斯加州的福爾斯城取景；但由於經費緊張，劇組只好將主要拍摄地点集中在德克薩斯州。整部电影始终使用昏暗的人工照明進行拍攝，并受到新现实主义和马丁·斯科塞斯的電影等各種風格的影響。配樂則主要由乡村音乐、蓝调和摇滚乐所組成。影片主旨包含浪漫與柏拉圖式關係的本質，對LGBT群體（特別是跨性別者）施暴的原因，以及有关社会阶级、種族及性別之間的聯繫。
1999年10月8日，《男孩别哭》在纽约电影节上首映，之后在各大电影节上展映。电影由探照灯影业发行，并于1999年10月22日在美国有限上映。影片在北美票房表现良好，直至2000年5月，其票房收入已经超过其制作预算的三倍。该片获得了影评人的一致好评，被许多人列入年度佳片之列。也有一些在现实生活中与布兰登有过接触的人批评这部电影没有准确地描绘出这一事件。
《男孩别哭》获得了许多奖项的提名。在2000年第72届奥斯卡金像奖上，希拉里·斯旺克获得奥斯卡最佳女主角奖，科洛·塞维尼则获得奥斯卡最佳女配角奖的提名。两人也获得了第57届金球奖的提名，其中斯旺克获得剧情类电影最佳女主角。而由于影片所涉题材引发争议，该片从NC-17级重新调整为R级。2000年9月，该片发行家庭录像带。
2019年，该片因具有“文化、历史和美学领域的显著成就”，入选美国国会图书馆国家影片登记表。

## 剧情
布兰登·蒂纳是一位年轻的跨性别男性，本名叫蒂娜·雷内·布兰登。在他的跨性别者身份被前女友的哥哥发现后受到了死亡威胁。不久之后，布兰登又在酒吧卷入一场斗殴，而布兰登的表哥也将布兰登从他的拖车房里赶了出去。于是他来到内布拉斯加州的福尔斯城，结识了前科犯约翰·洛特与汤姆·尼森，还有他们的朋友坎达丝与拉娜·蒂斯德尔。布兰登与拉娜之间变得愈发亲热，而拉娜对于他身体的异样以及他先前所闯下的祸都全然不知。他们计划迁往孟菲斯，布兰登要在那里做拉娜的经纪人，打理她的歌唱事业。终于，他们在约会当晚接吻、做爱。
因布兰登曾犯下多项罪名，警察将他关进了福尔斯城监狱的女子监区。拉娜前去保释布兰登，询问他被拘禁在女子监区的原因。布兰登尝试对拉娜说谎，说他天生就是个阴阳人，之后会接受生殖器重建手术。但拉娜停住了布兰登，说无论他的性别为何，她都会一直爱他。然而在布兰登被拘留期间，坎达丝发现了数张列有布兰登出生名“蒂娜·布兰登”的文件，她和她的朋友都对这一消息感到震惊和反感。他们进入了布兰登的房间，在布兰登的物品中搜到一些有关跨性别的书籍，他们的猜测得到了证实。汤姆和约翰堵在布兰登面前，强迫他脱下裤子，露出他的私处。他们想方设法让拉娜去注视布兰登的下体，但她遮住双眼，转过身去。冲突过后，他们把布兰登拖到约翰的车上，在一处偏远地带将其殴打、轮奸。
后来，汤姆和约翰把布兰登带到汤姆家。在洗澡时，布兰登忍着伤痛跳窗而出。他们威胁布兰登，叫他不要向警方报案，但拉娜还是劝他去报案。可事实上，相比于报案内容，警长对布兰登的“性别认同危机”显得尤为关注。之后，汤姆和约翰在醉酒的情况下开车到了坎达丝家，拉娜试图阻止他们，但他们找到了躲在附近小屋里的布兰登。约翰朝着布兰登的下颏开了一枪，布兰登当场身亡。坎达丝哭喊着叫他们放过她的孩子，拉娜与他们争执起来，恳求他们停手时，汤姆朝坎达丝的头部开枪。汤姆接着又朝布兰登的尸体刺了几刀。当两人逃离现场时，拉娜抱着布兰登的尸体失声痛哭，坎达丝的孩子哭着从开着的门蹒跚地走到外面。第二天早上，拉娜在布兰登的尸体旁醒来，她的妈妈把她从现场带走。在拉娜离开福尔斯城的时候，画外音响起了布兰登写给她的信。

## 演员表
- 希拉里·斯旺克 饰 布兰登·蒂纳
- 科洛·塞维尼 饰 拉娜·蒂斯德尔（英语：Lana Tisdel）
- 彼得·萨斯加德 饰 约翰·洛特
- 布伦丹·塞克斯顿三世 饰 马尔温·“汤姆”·尼森
- 丽西·格兰森（英语：Lecy Goranson） 饰 坎达丝
- 珍内塔·阿尔内特（英语：Jeannetta Arnette） 饰 琳达·蒂斯德尔，拉娜的母亲
- 馬特·麥格拉斯 饰 洛尼，布兰登的表哥
- 艾莉森·弗兰（英语：Alison Folland） 饰 凯特·洛特，约翰·洛特的妹妹，拉娜最好的朋友
- 卢·佩里曼（英语：Lou Perryman） 饰 查尔斯·B·劳克斯警长
- 夏恩·拉欣 饰 妮可，虚构的布兰登在林肯的第一个女朋友
- 利比·维拉里（英语：Libby Villari） 饰 护士[9]